# Вулканічна дуга Лусона

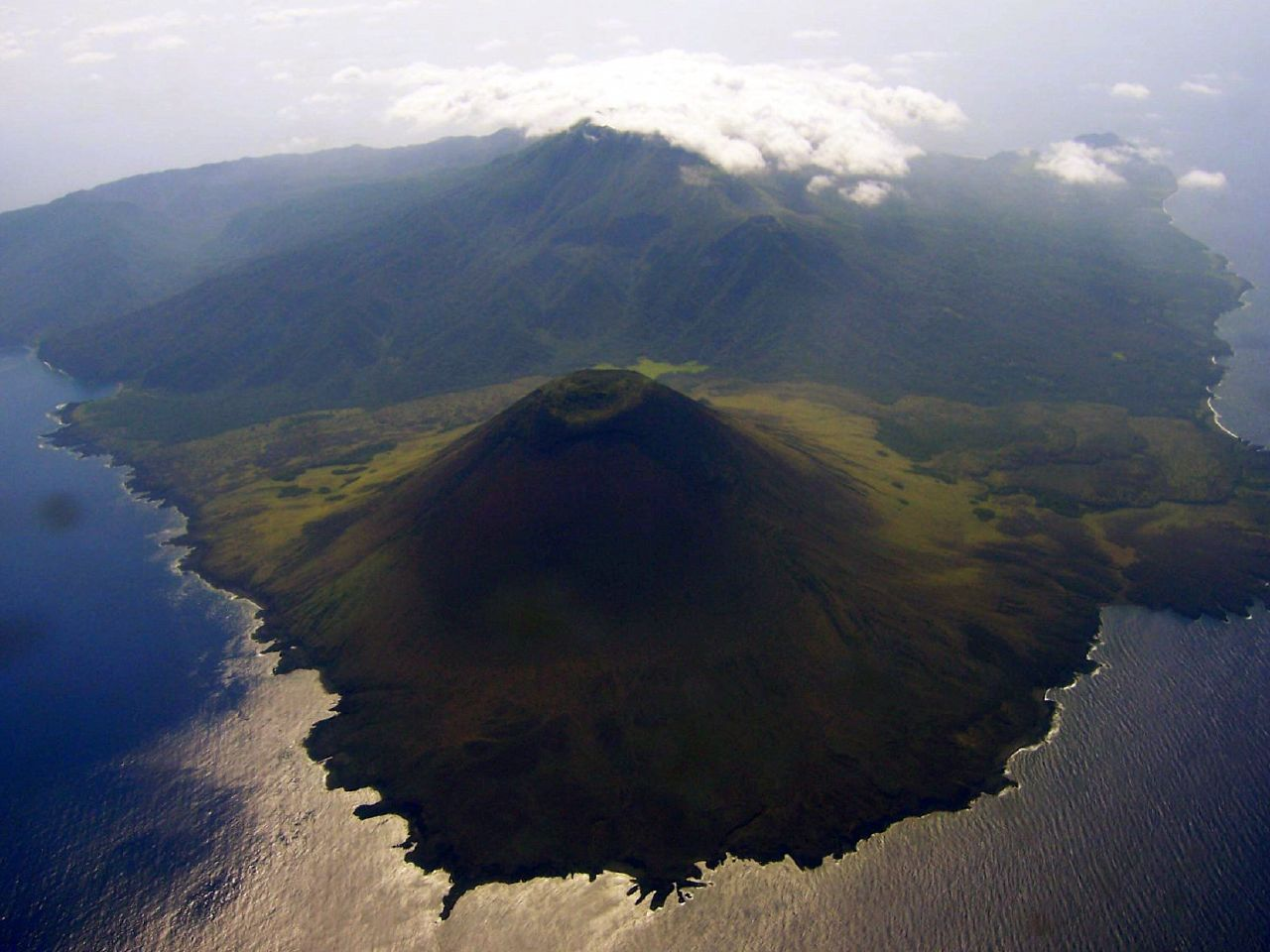
Вулкан Сміт на Бабуянських островах

Вулканічна дуга Лусона — це ланцюг вулканів, що простягається з півночі на південь через Лусонську протоку від Тайваню до Лусона. Назву «Вулканічна дуга Лусона» вперше запропонували Карл Бовін та ін. для опису серії вулканів від міоцену до сучасності у субдукційній зоні на схід уздовж Манільської западини (приблизно 1200 км від Прибережного хребта на Тайвані на південь до південного Міндоро на Філіппінах). Частиною дуги є острови: Східне узбережжя Тайваню, Грін-Айленд, Тайвань, Острів Орхідеї (Ланьюй), Каотай-Рок, Мавудіс або Ямі, Мабудіс, Сіаян, Ітбаят, Діого, Батан, вулкан Ібухос (без назви), острів Сабтанг, Бабуян, Дідікас, острів Каміґуїн. На південі вона закінчується островом Лусон. Були проведені геохімімічні дослідження ряду вулканів уздовж дуги. У межах дуги встановлено п'ять окремих геохімічних областей (Міндоро, Батаан, Північний Лусон, Бабуян і Тайвань). Геохімія сегментів підтвердила, що всі вулкани пов'язані з субдукцією (наприклад, сильні ніобієві аномалії та вапняно-лужні характеристики). Ізотопи та мікроелементи мають унікальні геохімічні характеристики на півночі. Геохімічні варіації на північ (сегмент Бабуян) були зумовлені субдукцією осадів, що утворилися внаслідок ерозії континентальної кори з Китаю та Тайваню.
Існує чітке збільшення ізотопного співвідношення стронцію з широтою на північ. Це підтверджує припущення про те, що варіації були зумовлені збільшенням компонента «земної кори» у субдукованих відкладеннях у міру наближення до континентальних блоків на півночі (Китай і Тайвань). Потужність осаду збільшувалася на північ уздовж западини.
Детально вивчена геохімія і тектонічна обстановка південної Лусонської дуги. Відповідно до геохімічних особливостей вважають, що континентальна кора (імовірно з осадових відкладень) відігравала важливу роль у коридорі Маколод і сегментах Міндоро. Зіткнення земної кори відбулося на півдні між блоком кори Північний Палаван-Міндоро, і, можливо, контамінація осадів походить із цього регіону. Це підтверджує попередні дослідження ізотопів і мікроелементів на центральній дузі Лусон
Подальшу роботу з дослідження північної частини дуги Лусон провели Dermott et al. і виявили систематичні зміни у складі ізотопів із широтою не лише в лавах, проаналізованих вздовж 500 км ділянки дуги, а й у відкладах уздовж западини. Єдиним способом пояснити широтні коливання було зростаючий вплив на склад від надходжень теригенних відкладів до континентальних регіонів на півночі Китаю та Тайваню
У середньому міоцені, 16-15 млн. років, активність почалася на Тайвані. Вік вулканів острова Батан датується 9,36 млн років, тоді як на північ від Лусона вулканічні острови молодші 6,5 млн років.